# Russini
I russini o rusini (russino: Русины / Rusiny), a volte indicati come rusnachi (russino: Руснакы / Rusnaky), noti anche come carpato-russini (russino: Карпато-Русины / Karpato-Rusiny) o carpato-ruteni (un esonimo antiquato), sono un gruppo etnico slavo orientale parlante la lingua russina. Discendono da una popolazione slavo orientale, i croati bianchi, che abitava le regioni settentrionali dei Carpazi orientali fin dal Medioevo. Sono stati spesso chiamati carpato-ruteni o ruteni carpatici, con l'indicazione geografica che indica la regione dei Carpazi.
A differenza dei loro vicini orientali, che adottarono l'uso dell'etnonimo ucraino agli inizi del XX secolo, i russini conservarono il loro nome originale. I russini si distinguono ancora in 4 sottogruppi, in base alla zona di residenza e alla differenze culturali: i boiko, i doliniani, gli hutsuli e i lemchi.
Inoltre, come residenti delle regioni nord-orientali dei Carpazi, essi sono strettamente collegati e talvolta anche associati ad altre comunità slave nella regione montana, come la comunità slovacca dei gorali (letteralmente "montanari").
Le principali denominazioni: carpato-russini, carpato-ruteni, carpato-russi e carpato-ucraini utilizzano il prefisso "carpato-" in riferimento alla Rutenia subcarpatica, una regione storica transfrontaliera che comprende l'oblast' di Transcarpazia nella moderna Ucraina, regioni nord-orientali della Slovacchia e parti sud-orientali della Polonia. Altre denominazioni regionali utilizzate sono: uhro-russini, servi, bizantini, o più semplicemente “po-našomu” (letteralmente persone come noi o che parlano la nostra lingua o “il nostro popolo”).
Nei contesti ufficiali ucraini, i vari sottogruppi russini sono spesso indicati collettivamente come Verchovynci (Верховинці), che letteralmente significa "montanari". Degli stimati 1,2-1,6 milioni di persone di origine russina, solo all'incirca 90.000 individui sono stati identificati come tali nei recenti censimenti nazionali. Questo perché le stesse autorità che gestiscono il censimento li considerano un sottogruppo di ucraini; tuttavia alcuni paesi li riconoscono ufficialmente come una minoranza etnica.